# 미쓰비시 X-2 신신

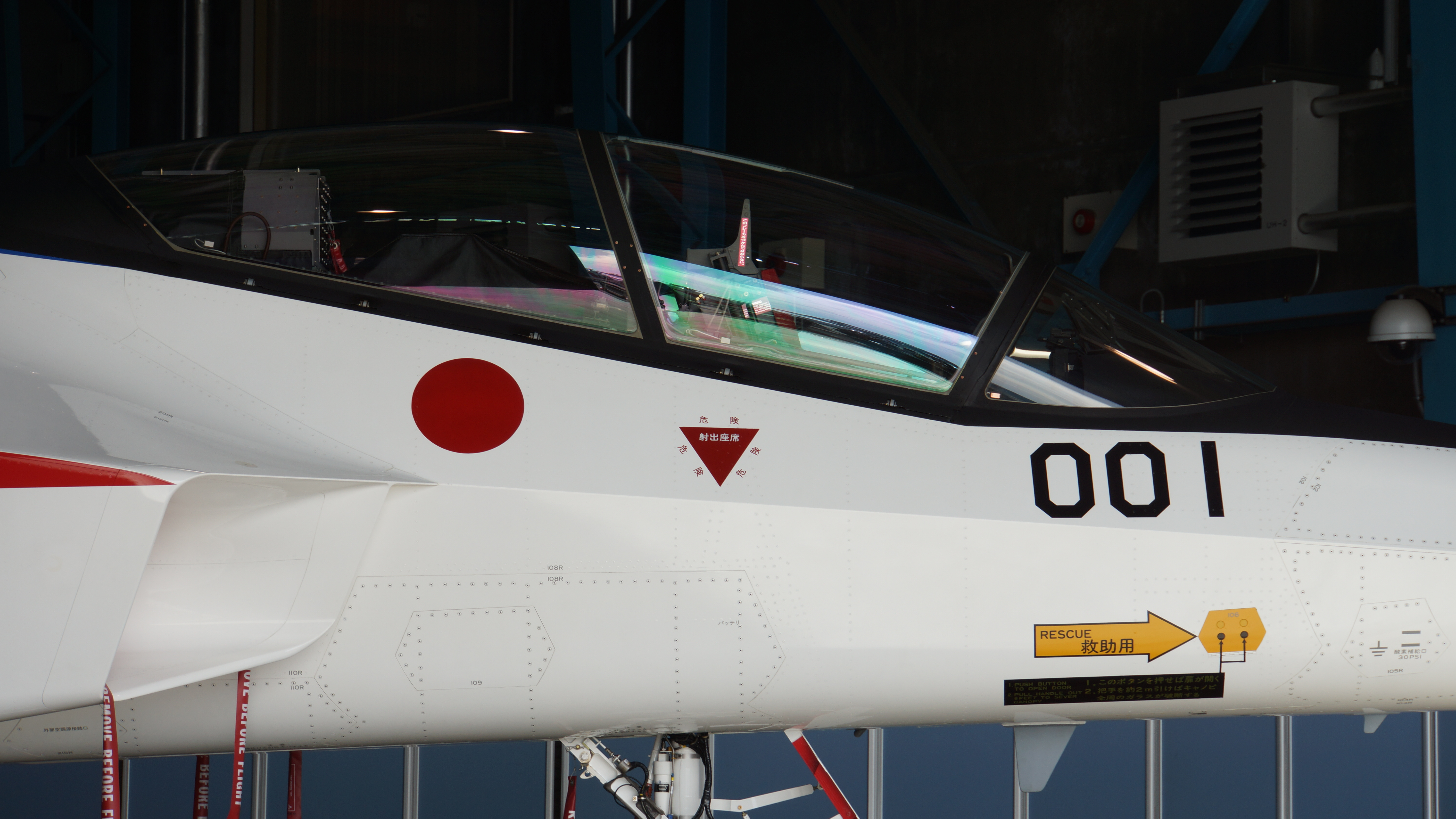
X-2의 조종석과 공기 흡입구

미쓰비시 X-2 신신(일본어: 心神, 영어: Mitsubishi X-2 Shinshin)은 일본 미쓰비시 중공업(三菱重工業)이 개발 중인 F-3 스텔스 전투기의 기술 실증기이다. 개발명은 미쓰비시 ADX였다.

## 역사
해당 기술연구본부에서 현재 선진기술실증기(先進技術實証機, Advanced Technological Demonstrator-X, ATD-X)라 칭하며 연구개발 중이며, 후에 실운용을 통하여 5세대 전투기로 사용할 수 있는지의 여부를 일본 순수기술만을 바탕으로 실증 및 확인을 하기 위한 기체라고 할 수 있다. 5세대가 아닌, 6세대 전투기 개발을 목적으로 하고 있다.
현재, 일본 방위성은 중국 공군력을 비롯한 외부의 위협에 대처하기 위해 6년 내에 스텔스 전투기 개발을 완료하겠다는 목표를 세웠으며, '신신(心神)'이라는 비공식 명칭이 붙은 본 프로젝트는 2008년 4월 공식 출범하기로 예정되었다. 총 466억 엔이 들어갈 것으로 보이는 이 프로젝트를 위해 방위성은 2008년의 프로젝트 첫 해 예산으로 157억 엔을 청구한 상태이다. 전투기가 적군 레이다에는 포착되지 않으면서 더욱 강화된 탐지 기능과 기동성을 갖추기 위한 관건은 XF5-1 엔진 개발에 달린 것으로 알려져 있다. 일본의 독자 전투기 개발은 1970년대의 미쓰비시 F-1 지원전투기 이후 개발 중이다.

### 형상
설계 안은 23dmu, 24dmu 등의 외형들이 쏟아졌다. 둘 다 쌍발 엔진의 스텔스 형상이라는 공통점이 있지만 23dmu의 형상은 쌍발엔진이 붙어있는 F-15와 같은 형태며 24dmu는 F-14와 같이 쌍발엔진이 서로 떨어져 있으며 그 사이에 내부 무장창을 고려할 수 있는 형태다. 둘다 장단점이 있으며 용도에 따라 쓰임새가 조금씩 달랐다. 하지만 25dmu가 등장하며 23dmu, 24dmu, 25dmu 이 세개가 후보가 됐다.

## 성능

### 엔진
F-3 전투기의 실제 엔진은 일본 IHI사가 제조한 XF9-1 엔진이 사용될 것으로 보인다.

#### XF5 엔진과 XF9엔진
XF5 엔진은 추력 11,000 파운드의 실증기용 엔진이지만, XF9-1 엔진은 추력 33,000 파운드의 엔진으로 공표된 크기는 F-15/F-16에 탑재되는 GE F110이나 P&W의 F100과 거의 동급이고, 차세대 항공기 엔진 소재로 각광받아 신형 민항기 엔진인 GE9X와 CFM LEAP 등에 채택된 CMCCeramic Matrix Composite를 적용했다.
XF9-1 엔진은 2017년까지 각 파트 성능 확인, 전체 설계도 만들기 등으로 이루어지는 기본 설계가 완료되었고, 2018년 6월 29일에 코어 엔진에 터빈과 팬, 추력을 전방향 20도 각도로 꺾을 수 있는 3차원 TVC가 통합된 프로토타입 엔진이 납품되었다. 이후 삿포로 시험장에서 2019년 말까지 운전 시험이 진행될 예정이며 로드맵에 따르면 실용 엔진 완성과 양산 시작 시기는 2025년으로 예정되어 있다.

### 레이다
AESA 레이다가 탑재될 것으로 보인다. 4세대 전투기인 F-2 전투기도 AESA를 탑재한 전례가 있는데, 미쓰비시 F-2 전투기는 J/APG-1을 장착하고 있다. 일본에서 새로 개발하고 있는 J/APG-2 레이다를 장착할 것으로 보인다.

### 부품 제조사
부품은 대부분 일본 제조사들이 제조한다. 엔진부터 레이다까지 모두 일본 방산업체들이 뛰어들었다.
- 일본 - [엔진] - IHI사

- 일본 - [레이다] - 미쓰비시

- 일본 - [전자장비] - NEC사

- 일본 - [조종석] - 가와사키사

## 관련보도
- 2011년 3월 8일 AP 통신 "방위성 고위 관료, ATD-X는 순탄하게 진행중."

- 2015년 봄, 비행실험을 할 예정이었으나, 개발 과정에서 엔진 제어시스템에 장애가 발생해 연기됐다.

- 2015년 3월 17일 일본 언론 "일본 정부는 독자개발하기로 굳힌것으로 보여."

- 2016년 4월 11일 활주로 활주

- 2016년 4월 22일, 초도비행 성공
- 2016년 11월 30일, 실전배치 초도비행 성공[1]

## 제원 (X-2)
일반 특성
- 승무원: 1
- 길이: 14.174 m (46 ft 6 in)
- 날개폭: 9.099 m (29 ft 10 in)
- 높이: 4.514 m (14 ft 10 in)
- 체공중량: 9,700 kg (21,385 lb)
- 엔진: 2 × IHI XF5-1 low-bypass 터보팬 dry, 48.03 kN (11,023 lbf) 애프터버너
- 최대속도: Mach 2.25 (Mach 1.82 슈퍼크루즈)
- 거리: 2,900 km (1,802 mi; 1,566 nmi)
- 전투반경: 761 km (473 mi; 411 nmi)
- 항속거리: 3,200 km (1,988 mi; 1,728 nmi)

## 같이 보기
- 스텔스
- 일본 항공자위대
- 선양 J-XX(Shenyang J-XX)
- 청두 J-20(Chengdu J-20)
- KF-21
- 대한민국 차세대전투기 사업(KFX)
- http://www.geronimo.jp/sky/00_page/mani_05_sinsin.htm